# 博福特密码
博福特密码是一种类似于维吉尼亚密码的替代密码，由弗朗西斯·蒲福（Francis Beaufort）发明。它最知名的应用是哈格林M-209密码机。博福特密码属于对等加密，即加密算法与解密算法相同。

## 示例

维吉尼亚表

例如，明文的第一个字母为D，则先在表格中找到第D列。由于密钥的第一个字母为F，于是D列从上往下找到F。这一F对应的行号为C，因而C便是密文的第一个字母。以此类推可以得到密文。以下便是一个密钥为FORTIFICATION时的例子：
```
明文：
DEFENDTHEEASTWALLOFTHECASTLE

密钥：
FORTIFICATIONFORTIFICATIONFO

密文：
CKMPVCPVWPIWUJOGIUAPVWRIWUUK
```